# Faïza Aissahine
Faïza Aissahine (ar. فايزة ايساحين; ur. 20 lipca 1993) – algierska judoczka.
Uczestniczka mistrzostw świata w 2022. Startowała w Pucharze Świata w latach 2017, 2018 i 2022-2025. Triumfatorka igrzysk afrykańskich w 2019 i piąta w 2023. Wicemistrzyni igrzysk panarabskich w 2023. Piąta na igrzyskach śródziemnomorskich w 2022. Ośmiokrotna medalistka mistrzostw Afryki w latach 2016 - 2025.